# Улица Князя Романа
Улица Князя Романа — улица в Галицком районе Львова. Продолжается от площади Галицкой до перекрестка улиц Франко, Левицкого и Стецько.

## Названия
- Гончарная — название, упоминание о котором относится к 1505 году. Вероятно связана с проживанием и деятельностью в этой местности гончаров.
- Галицкого предместья — название конца XVIII века. Происходит от названия предместья, окруженного стенами Львова.
- Галицкая — название с 1871 года. В этот период улица считалась продолжением Галицкой улицы. К тому времени они уже около ста лет были фактически объединены.
- Стефана Батория — 1885 год. В этом году улица была отделена от Галицкой под новым названием в честь польского короля Стефана Батория.
- Свердлова — названа так в декабре 1940 года в честь русского революционера Якова Михайловича Свердлова.
- Батория — август 1941 года.
- Вермахтштрасе — ноябрь 1941 года.
- Батория — июнь 1944 года.
- Ватутина — название с 1944 года, в честь Николая Федоровича Ватутина — советского военачальника.
- Князя Романа — современное название с 1992 года в честь основателя Галицко-Волынского княжества Романа Мстиславича

## Достопримечательности
№ 1, 3. Изначально на этом месте находился монастырь кармелитов обутых с костелом святого Леонарда. Часть этой территории занимал частный жилой дом. В середине 1870-х годов дом перестроен по проекту Юлиана Захаревича и в нём разместился Краевой уездный суд. Сооружение простояло всего 15 лет, после чего его вместе с остатками монастыря разобрали и в 1891—1895 годах было построено значительное монументальное здание суда в стиле неоренессанса с элементами классицизма. Проект Франциска Сковрона, отделка фасадов Яна Завейського. Центральный ризалит венчает скульптурная группа «Правосудие» (ныне повреждена) выполненная в 1893 году Леонардом Маркони. В 1897 году Маркони, при помощи Антона Попеля, дополнил боковой фасад от Галицкой площади двумя необарочными статуями «Справедливость» и «Законодательство» (не сохранились). Сейчас это один из корпусов Львовской политехники.
№ 4. Жилой дом в стиле модерн с элементами неоклассицизма. Построен в 1912—1913 годах по проекту Станислава Бардзкого выполненным в бюро Адольфа Пиллера.
№ 5. Трехэтажное неоренессансное здание бывшей гимназии № 3 им. Франца-Иосифа I (после 1918 года — им. Стефана Батория). Построено в 1876 году на углу с нынешней улицей Шухевича по проекту Юлиуша Гохбергера. Центральный ризалит украшен шестью скульптурами выдающихся деятелей польской культуры и науки: Н. Коперника, А. Снядецкого, А. Мицкевича, Т. Чацкого, Ю.-М. Оссолинского, Я. Длугоша. Скульптор — Тадеуш Баронч. Ныне здесь размещается Научно-исследовательский институт Львовской политехники.
№ 6. Построен в 1912—1914 годах по проекту Адольфа Пиллера и Романа Вольпеля как доходный дом по заказу купцов Кароля Чуджака и Людвика Штадтмюллера. В 1920-х годах здесь находился «Банк земли польской», а с 1929 года — радиостанция. Дом сочетает черты Югендстиль (немецкого разновидности модерна) и стилизованные романско-готические элементы. Скульптуры рыцарей, поддерживающие эркеры, и барельеф со львом над тройным порталом выполнены в 1912—1913 годах Станиславом-Рышард Плихалем.
№ 12/14. Бывшая гостиница «Австрия», построенная в 1900—1901 годах по проекту Августа Богохвальського в стиле необарокко с элементами сецессии.
№ 24. Дом в стиле классицизма, построен примерно в 1829—1830 годах, вероятно по проекту Фридерика Баумана или Игнатия Хамбреза. Автор скульптурного декора — Иоанн Шимзер.
№ 26. Изначально дом французской нефтяной компании «Премьер». Сооружение завершено в 1924 году по проекту Юлиана Цибульского от 1914 года. Планы и фасад модифицировал Фердинанд Каслер. Дом, а особенно последний этаж, привлекают внимание скульптурным декором неизвестного автора.
№ 30. Сецесионное здание бывшего приюта Виктора Бурлярда на углу с улицей Нижанковского (второй адрес — ул. Нижанковского 2/4). Построен по проекту Тадеуша Обминского в 1908 году. Ныне здесь находится Училище культуры и искусств.
№ 34. Жилой дом, построенный в 1912 году по проекту Станислава Улейсого и Юзефа Пионтковского.
№ 36. Предшественником ныне существующего дома был постоялый двор Бенедикта Криницкого, построенный около 1800—1810 годов.
№ 38. Бывший дом Кшижановского. Здесь жил польский литератор Ян Лям.

## Утраченные здания

### Богоявленская церковь
Первое документальное упоминание о церкви с 1386 года. С 1546 года при храме существовала старейшая во Львове церковная школа. В 1711 году была построена заново (предыдущая быть уничтожена во время военных действий). В 1800 году закрыта, здание продано вместе с участком. Во время строительных работ в 1875 и 1926 годах найдены остатки церковного кладбища и казацких захоронений времён осады Львова в 1648 году. Церковь находилась примерно на месте сквера на четной стороне улицы, вблизи перекрестка с улицей Франко и Герцена. На протяжении всего своего существования церковь была деревянной.

### Костел святого Леонарда и монастырь кармелитов обутых
Барочный костел, с монастырем, построенный в 1724 году на месте прежнего происходившего из начала XVII в. Монастырь закрыт во времена йосифинской кассации 1784 года. Преобразован сначала в фабрику, а затем в тюрьму. В 1875—1878 годах в т н. «Кармелитской тюрьме» находился арестованный Иван Франко. Комплекс зданий до 1889 года разобран для строительства здания Высшего краевого суда (дом № 1/3). Перед разборкой выполнены обмеры, которые позволяют сейчас составить определенное представление об утраченном сооружении.

### Дворец Павловского
Построен в начале 1770-х годов, вероятно в стиле раннего классицизма по проекту Йозефа Зайделя для Иосифа Самуила Павловского. Сооружение велось строителем Франциском Кульчицким и Антоном Косинским. Дворец находился напротив монастыря кармелитов.